# Ulica Karczówkowska w Kielcach
Ulica Karczówkowska – jedna z ulic na terenie Kielc, zlokalizowana w jej centralnej i zachodniej części. Nazwę zawdzięcza wzniesieniu Karczówka, do którego prowadzi.

## Przebieg
Ulica składa się z trzech niepołączonych ze sobą fragmentów:
- od skrzyżowania z ul. Kaczmarka do skrzyżowania z ul. Armii Krajowej;
- od skrzyżowania z ul. Mielczarskiego do skrzyżowania z ul. Jagiellońską i Kamińskiego;
- od ślepo zakończonego dawnego przebiegu w okolicy ul. Jagiellońskiej do skrzyżowania z ul. Podklasztorną i drogą do klasztoru.

## Historia
Ulica Karczówkowska (wcześniej jako aleja) istnieje od co najmniej początku XIX wieku, gdzie została uwieczniona na mapie z 1804 roku. W całości aleja znalazła się w granicach miasta dopiero w okresie międzywojennym. Pod koniec lat 70. XX wieku, równolegle do budowy ulicy Bolesława Bieruta (ob. Armii Krajowej) zlikwidowano przejazd kolejowy przez linię Warszawa-Kraków w ciągu ulicy Karczówkowskiej. W zamian wybudowano kładkę, która została wyremontowana w 2013 roku. Pod koniec 2023 roku, wraz z zakończeniem robót na skrzyżowaniu ulic: Karczówkowskiej, Jagiellońskiej i Kamińskiego zlikwidowano bezpośredni przejazd wzdłuż ulicy Karczówkowskiej, co doprowadziło do rozdzielenia jej na 3 fragmenty.

## Ważniejsze obiekty przy ulicy Karczówkowskiej
- Przedszkole Samorządowe nr 13[7]
- Kościół pw. Najświętszej Maryi Panny Królowej Polski (potocznie zwany Kościołem Garnizonowym)
- prywatna szkoła podstawowa
- Szkoła Podstawowa nr 7
- dwie przychodnie medyczne
- Ogród Botaniczny
- pomnik ofiar publicznej egzekucji z dnia 25 maja 1944 r.[8]

## Przebudowy ulicy Karczówkowskiej
W połowie 2022 roku miał rozpocząć się remont w obszarze ulic: Jagiellońskiej, Karczówkowskiej, Podklasztornej oraz Kamińskiego. W jego ramach przebudowane miało zostać skrzyżowanie ulic Jagiellońskiej i Karczówkowskiej, do którego bezpośrednio została dołączona ul. Kamińskiego oraz postawiona została sygnalizacja świetlna. Ponadto, planowana była przebudowa skrzyżowania ulic Karczówkowskiej i Podklasztornej. Ostatecznie remont ruszył 1 grudnia 2022 roku i potrwał do 15 grudnia 2023 roku.

## Komunikacja
Na ulicy Karczówkowskiej znajduje się 5 przystanków obsługiwanych przez 2 linie (28 i 108). Ponadto, na skrzyżowaniu ulicy Karczówkowskiej z ulicą Podklasztorną zlokalizowana jest pętla autobusowa Karczówka, która jest obsługiwana przez linię 108.
W okolicy skrzyżowania ulicy Karczówkowskiej z ulicą Szkolną znajduje się stacja Kieleckiego Roweru Miejskiego Karczówkowska.